# Friedrich Holzapfel

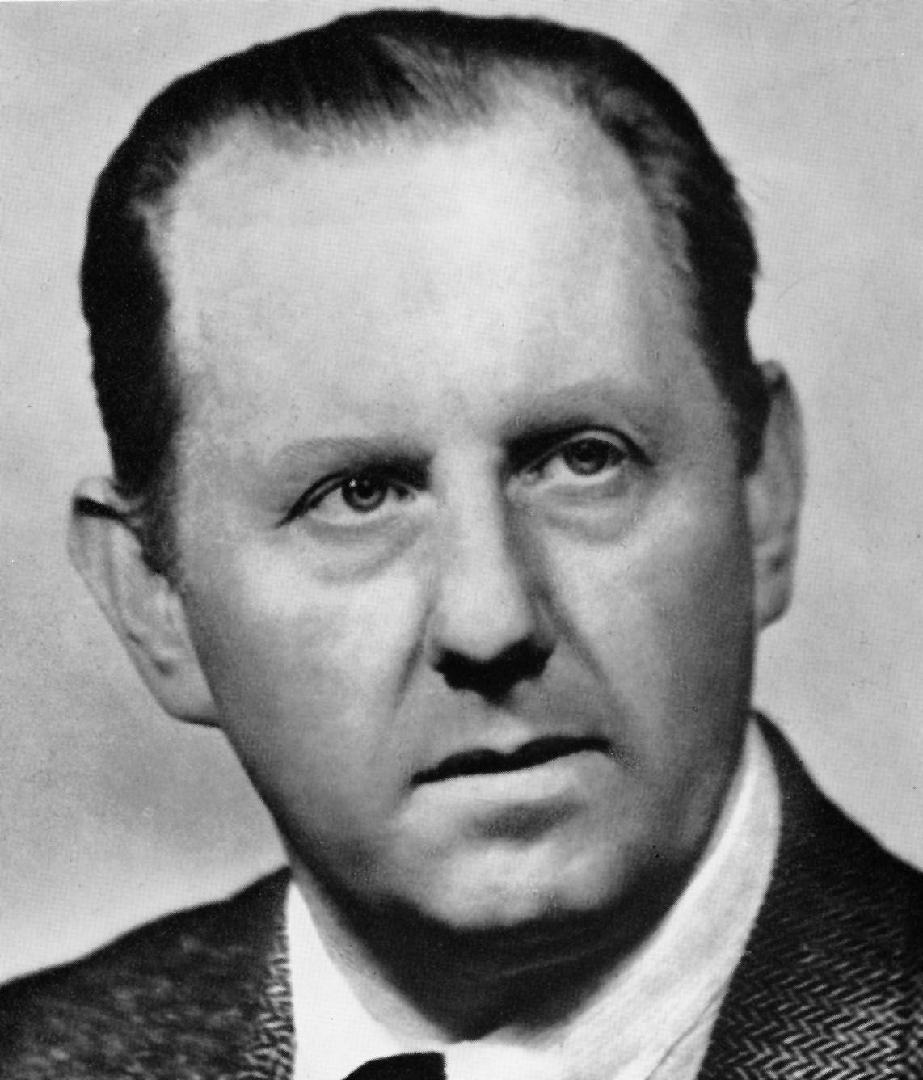
Friedrich Holzapfel

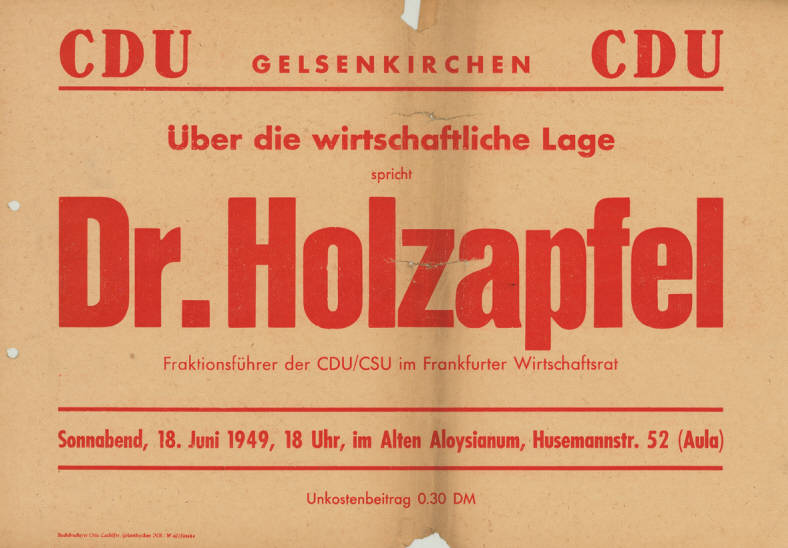
Ankündigungsplakat Friedrich Holzapfels aus dem Jahr 1949

Friedrich Holzapfel (* 20. Juli 1900 in Bielefeld; † 15. November 1969 in Pottersville, New Jersey) war ein deutscher Politiker der CDU.

## Leben

### Ausbildung und Beruf
Holzapfel studierte Rechts- und Staatswissenschaften an den Universitäten Münster und Berlin, wurde 1922 zum Dr. rer. pol. promoviert zum Thema „Politische Propaganda“.

### Weimarer Zeit und Nationalsozialismus
Von 1923 bis 1926 war Holzapfel bei der Handwerkskammer in Bielefeld tätig, zuletzt als Hauptgeschäftsführer. Er war 1927 bis 1933 Mitglied des Bezirksverwaltungsgerichts Minden, bis 1937 schließlich Vorsitzender der Handwerkskammer in Bielefeld. Während der Weimarer Republik war er Mitglied der Deutschnationalen Volkspartei, hatte aber kein politisches Amt inne. Ab 1934 arbeitete er politisch mit Jakob Kaiser, Wilhelm Leuschner und Max Habermann zusammen. Habermann versteckte er längere Zeit vor dem Zugriff der Nationalsozialisten. 
Wegen einer Denkschrift zum Vierjahresplan 1937 wurde er aus politischen Gründen von den Nationalsozialisten entlassen, verhaftet und in ein Konzentrationslager gesperrt. Bei einem Disziplinarverfahren 1940 wurde er schließlich verwarnt und entlassen. Er war in der Widerstandsgruppe um Dr. Gördeler und dem Attentat am 20. Juli 1944 beteiligt, wurde aber nicht enttarnt.
Von 1940 bis 1952 war er Teilhaber einer Herforder Bürstenfabrik.

### Politiker der BRD
Nach der Kapitulation wurde Holzapfel 1945/1946 Oberbürgermeister der Stadt Herford. Er war 1946 bis 1948 Mitglied des Zonenbeirates der britischen Besatzungszone und 1947 bis 1949 des Wirtschaftsrates der Bizone zunächst in Minden und später in Frankfurt am Main.
Holzapfel gehörte zu den Gründungsvätern der CDU und 1946 kurzzeitig dem Landtag von Nordrhein-Westfalen an, wo er Fraktionsvorsitzender der gemeinsamen Fraktion von CDU, CSU und DP und des ERP-Ausschusses war. Von 1950 bis 1952 war er stellvertretender Bundesvorsitzender seiner Partei.
Bei der ersten Bundestagswahl 1949 erhielt er im Wahlkreis Höxter (damals Warburg-Höxter-Büren) ein Direktmandat für den Bundestag und wurde zum stellvertretenden Vorsitzenden der Bundestagsfraktion der CDU gewählt.

### Botschafter der BRD
Holzapfel legte am 20. Januar 1953 sein Bundestagsmandat nieder, um bis 1957 als deutscher Gesandter und von 1957 bis 1958 als Botschafter in Bern/Schweiz zu arbeiten. Holzapfel machte Schlagzeilen durch unkonventionelle Umgangsformen, wurde abberufen und in den einstweiligen Ruhestand versetzt.

### Privates
Holzapfel war verheiratet mit Elisabeth, geborene Vopel. Sie hatten zusammen zwei Söhne und drei Töchter.